# Salvatore Rumeo

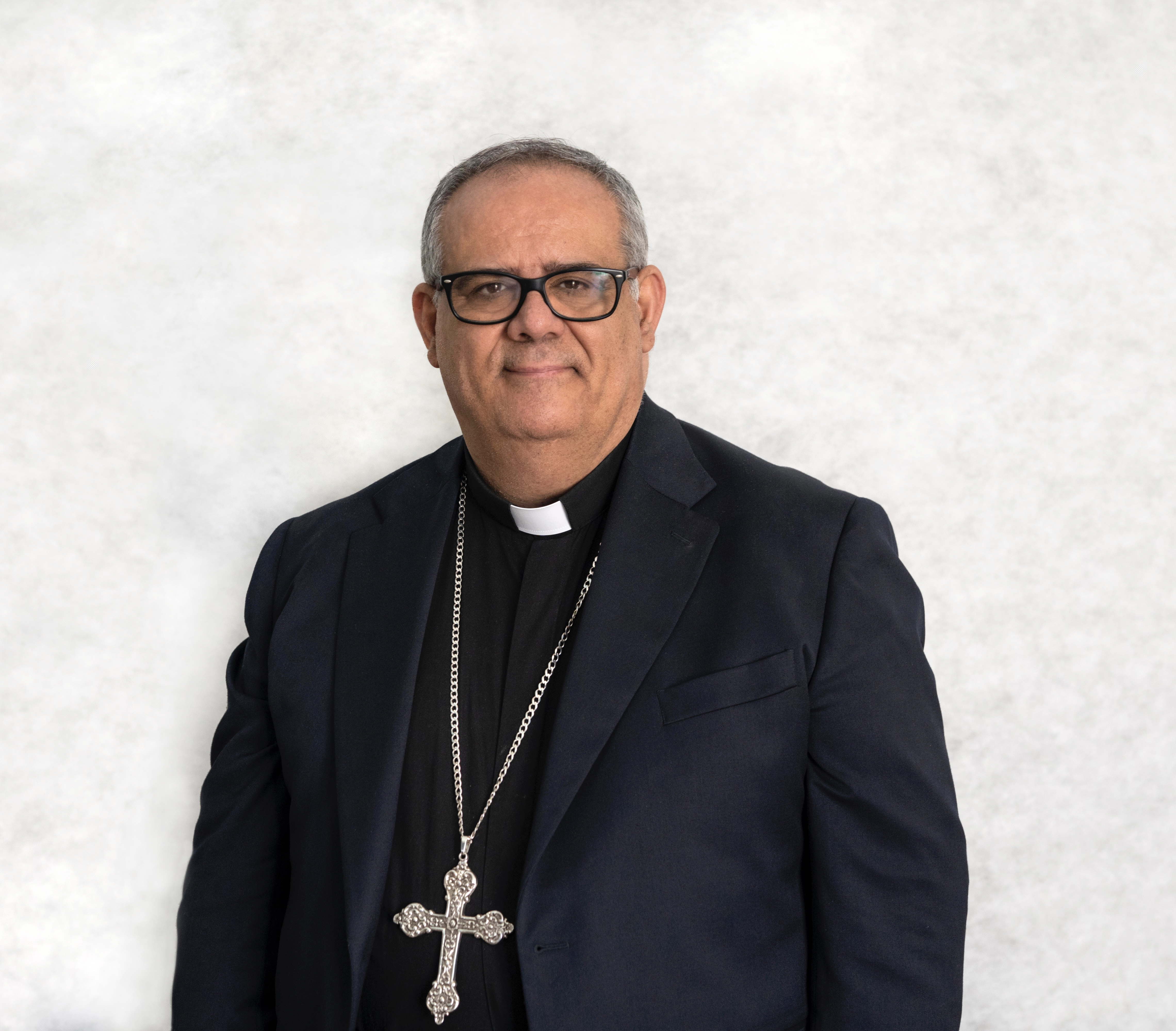
Salvatore Rumeo (2022)

Bischofswappen von Salvatore Rumeo

Salvatore Rumeo (* 23. Mai 1966 in Caltanissetta) ist ein italienischer Geistlicher und römisch-katholischer Bischof von Noto.

## Leben
Salvatore Rumeo trat in das Priesterseminar des Bistums Caltanissetta ein und studierte Philosophie und Theologie am Theologischen Institut Mons. G. Guttadauro in seiner Geburtsstadt. Am 29. Juni 1990 empfing er durch Bischof Alfredo Maria Garsia das Sakrament der Priesterweihe für das Bistum Caltanissetta.
Nach weiteren Studien erwarb er 1997 am Theologischen Institut San Tommaso in Messina das Lizenziat in Theologie mit dem Schwerpunkt in Katechetik. 2006 wurde er an der Päpstlichen Universität der Salesianer zum Doctor theologiae promoviert. Neben verschiedenen Aufgaben in der Pfarrseelsorge war er von 1995 bis 2007 Leiter des diözesanen Jugendseelsorgeamts und von 1994 bis 2006 kirchlicher Assistent der Jugendabteilung der Katholischen Aktion des Bistums. Ab 2007 leitete er das katechetische Amt des Bistums. Außerdem lehrte er an verschiedenen theologischen Instituten und leitete ab 2019 die Diözesanbibliothek.
Am 22. Dezember 2022 ernannte ihn Papst Franziskus zum Bischof von Noto. Der Bischof von Caltanissetta, Mario Russotto, spendete ihm am 18. März des folgenden Jahres in der Kathedrale von Noto die Bischofsweihe. Mitkonsekratoren waren sein Amtsvorgänger Antonio Staglianò, der Erzbischof von Syrakus, Francesco Lomanto, und der Bischof von Ragusa, Giuseppe La Placa.